# 福島桂子
福島 桂子（ふくしま けいこ、1965年12月17日 - ）は、日本の声優、ナレーター、舞台女優、演出家、振付師。大阪府生まれ、広島県育ち。賢プロダクション所属。昭和音楽大学音楽学部音楽芸術運営学科ミュージカルコース講師でダンスを担当。

## 略歴
小学生の頃から舞台女優になることを夢見ていた。デビューのきっかけは一般公募オーディション。1981年、映画『青葉学園物語』でデビューする。
1989年から1996年まで音楽座に所属していた。

## 人物
女優・声優業の他、舞台の脚本・演出・振り付けを手がけ、アイドルやゲームキャラクターの振り付けも行っている。幅広いジャンルで活動しているため、自らの業種を「今は何でも屋。“表現者”というほうが当てはまるかも」と語っている。
夫は俳優の畠中洋、長男は声優の畠中祐。映画『シャギー・ドッグ』の吹き替えでは親子3人で共演している。「いつも唄ったり、踊ったり、誰かが台詞を言っていたりする変な家族です」と述べている。
方言は大阪弁、広島弁。特技は歌、ダンス。趣味は剣道、空手、落語。

## 出演

### テレビアニメ
1996年
- シンデレラ物語（母）※「福島恵子」と表記

1999年
- 名探偵コナン（1999年 - 2010年、森園百合江、綾瀬弥生）

2001年
- ギャラクシーエンジェル（2001年 - 2002年、老婆、おばあちゃん） - 2シリーズ

2004年
- スクールランブル（バスガイド）
- 忘却の旋律（ボッカの母）

2005年
- こてんこてんこ（ミューズ）

2007年
- ケンコー全裸系水泳部 ウミショー（ばあちゃん）

2009年
- うちの3姉妹（ハワイのお姉さん）

2010年
- 学園黙示録 HIGHSCHOOL OF THE DEAD（英語教師）

2016年
- アイカツスターズ!（ウメさん）
- ふうせんいぬティニー（フラミンゴの女優）

2020年
- 映像研には手を出すな!（講師）

2021年
- SK∞ エスケーエイト（喜屋武正恵）

2023年
- め組の大吾 救国のオレンジ（鶴野日菜）

2024年
- ニンジャラ（2024年 - 2025年、店主）

### 劇場アニメ
- ももへの手紙（2012年、島内スピーカー）

### OVA
- 戦闘妖精雪風（2002年、管制官）

### 吹き替え

#### 映画
- グリッター きらめきの向こうに（ビリー・フランク〈マライヤ・キャリー〉）
- シャギー・ドッグ（レベッカ・ダグラス〈クリスティン・デイヴィス〉）
- ジャックとジル
- ワイルド・ワイルド・ウエスト テレビ版

#### テレビドラマ
- あそぼう!イマジネーションムーバーズ（フラッター）
- あなたにムチュー（フラン）
- ER緊急救命室シーズンⅩ #10（セリーヌ）
- ザ・ホワイトハウス
- しあわせの処方箋（ボビー・ジャクソン）
- スピン・シティ
- 走れ!ケリー（ジーン）
- ふたりはふたご
- ボーイ・ミーツ・ワールド
- マイ・スイート・メモリーズ

#### アニメ
- スティーブン・スピルバーグのトゥーンシルバニア
- タンタンの冒険
- ちいさなプリンセス ソフィア（ネトル、サッシャ）
- ディズニーシリーズ（クララベル・カウ）
  - ハウス・オブ・マウス
  - ミッキー・ドナルド・グーフィーの三銃士
  - ミッキーマウス!
  - ミッキーマウス クラブハウス
  - ミニーのリボンショー
  - ミッキーマウスとロードレーサーズ
- ライオン・ガード（レイレイ）
- レミーのおいしいレストラン

### テレビ番組
- ひらけ!ポンキッキ とんがり体操コーナー
- ミッキーマウス クラブハウス（クララベル・カウ）

### バラエティ
- ぷらTWOぅ

### 映画
- 青葉学園物語（今井恵子）

### ナレーション
- 金沢市埋蔵文化センター 遺跡ガイダンス装置用映像
- 目撃!ドキュン

### ボイスオーバー
- 世界文化社ビデオ
  - かずの絵本
  - 指遊び手遊び

### 舞台

#### 音楽座
- シャボン玉とんだ宇宙までとんだ（折口佳代、清水）
- ユアーズ・アン〜アンネの日記（アンネ）
- アイ・ラブ・坊っちゃん（清）
- マドモアゼル・モーツァルト（コンスタンツェ、ダーメ、コンスタンツェの母）
- とってもゴースト（記者 他）
- チェンジ（小管のぶえ）
- リトル・プリンス〜星の王子さまより〜（王様 他）
- 星の王子さま（渡り鳥 他）

#### 音楽座以外
- ピーターパン（タイガー・リリー）
- ユアーズ1.2
- FAME（メイベル）
- ミレット（クレーク）
- 夢があるから（中川久美）
- フットルース（ウェンディ・ジョー）
- 広い宇宙の中で（富士家の母・和子）
- ミュージカル坂本龍馬（寺田屋のお手伝い、はな・ダンサー）
- ミュージカル忍たま乱太郎 第11弾〜忍たま恐怖のきもだめし 〜（初演2020年 / 再演2021年） - 小梅役
- ミュージカル忍たま乱太郎 第12弾〜まさかの共闘!?大作戦!!〜 （初演2021年 / 再演2022年） -およね/鵺 役
- お蒸され男子！[6]

### その他
- 東京ディズニーランド（クララベル・カウ）